# Producción de electricidad a partir de la luz solar
La producción de electricidad a partir de la luz solar consiste en la conversión de energía de la luz solar en electricidad, ya sea directamente mediante energía solar fotovoltaica o indirectamente mediante energía termosolar de concentración. Las células fotovoltaicas convierten la luz en corriente eléctrica mediante el efecto fotovoltaico.  Los sistemas de energía termosolar concentrada utilizan lentes o espejos y sistemas de seguimiento solar para enfocar una gran área de luz solar en un punto caliente, a menudo para impulsar una turbina de vapor.
En 2023, la energía solar generó el 5 % de la electricidad mundial, en comparación con el 1% en 2015, cuando se firmó el Acuerdo de París para limitar el cambio climático. Junto con la energía eólica terrestre, en la mayoría de los países, el coste nivelado de la energía más barato para nuevas instalaciones es la energía solar a escala comercial.

## Potencial

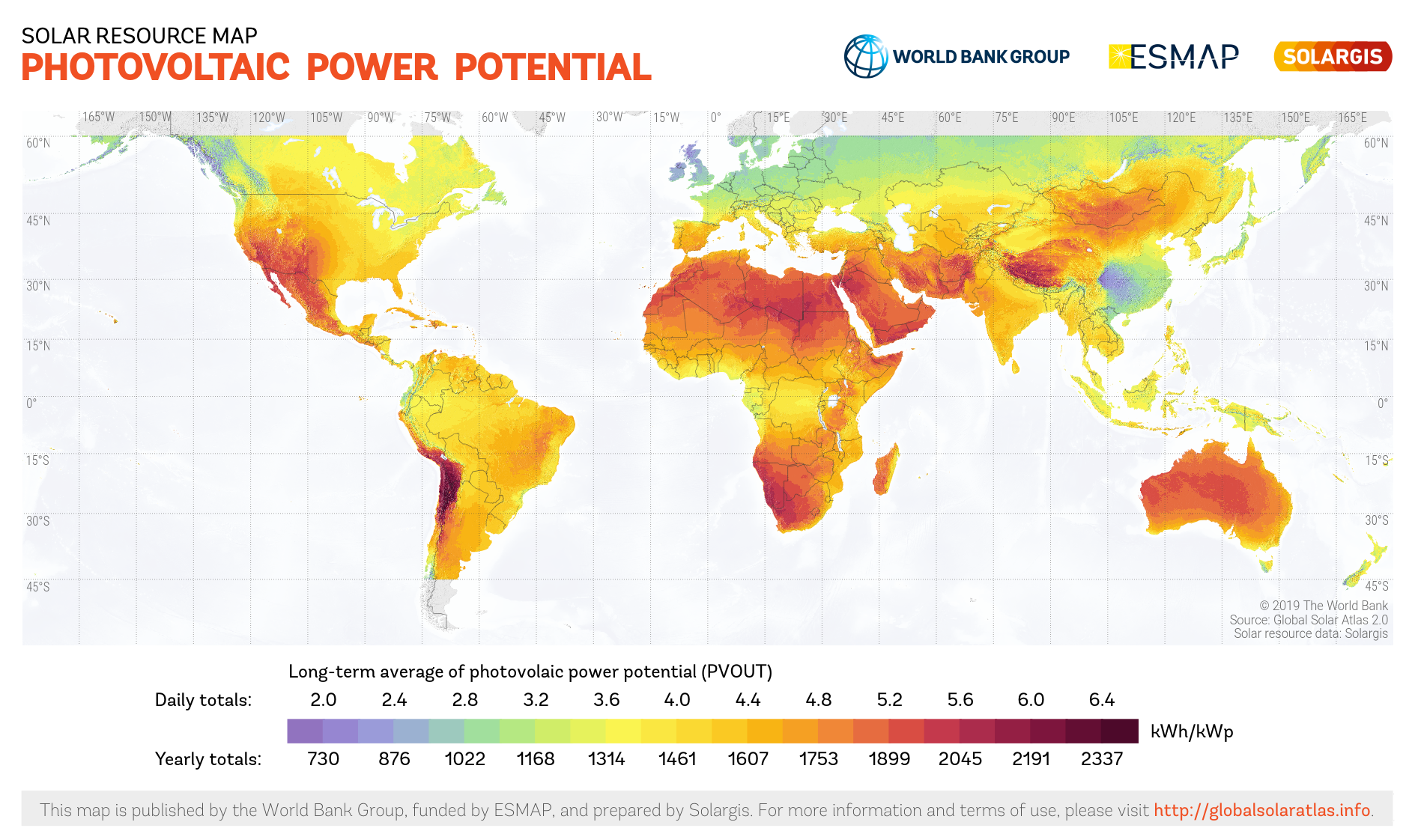
Energía solar estimada disponible para generación de energía. El mapa muestra la suma promedio diaria/anual de la producción de electricidad de una planta de energía solar fotovoltaica conectada a la red de 1 kW pico que cubre el período comprendido entre 1994/1999/2007 (dependiendo de la región geográfica) y 2018. La base de datos de recursos solares subyacente se calcula mediante el modelo Solargis a partir de datos atmosféricos y satelitales con intervalos de tiempo de 15 y 30 minutos respectivamente y una resolución espacial de 1 km. Más detalles en: https://globalsolaratlas.info

La geografía afecta el potencial de energía solar porque diferentes lugares reciben diferentes cantidades de radiación solar. En particular, con algunas variaciones, las áreas más cercanas al ecuador generalmente reciben mayores cantidades de radiación solar. Sin embargo, el uso de energía fotovoltaica que puede seguir la posición del Sol puede aumentar significativamente el potencial de energía solar en áreas más alejadas del ecuador. La variación horaria afecta el potencial de la energía solar, porque durante la noche hay poca radiación solar en la superficie de la Tierra para que la absorban los paneles solares. Esto limita la cantidad de energía que los paneles solares pueden absorber en un día. La cobertura de nubes puede afectar el potencial de los paneles solares porque las nubes bloquean la luz entrante del Sol y reducen la luz disponible para las células solares.
Además, la disponibilidad de terreno tiene un gran efecto en la energía solar disponible porque los paneles solares solo se pueden instalar en terrenos que de otro modo no se utilizarían y serían adecuados para paneles solares. Los tejados son un lugar adecuado para las células solares, ya que muchas personas han descubierto que de esta manera pueden recoger energía directamente en sus casas. Otras áreas adecuadas para células solares son terrenos que no se utilizan para negocios, donde se pueden establecer plantas solares.

## Aspectos económicos

### Costo por vatio
Los factores de costo típicos de la energía solar incluyen los costos de los módulos, los marcos para sostenerlos, el cableado, los inversores, el costo de mano de obra, el terreno que pueda ser necesario, la conexión a la red, el mantenimiento y la insolación solar que recibirá esa ubicación.
Los sistemas fotovoltaicos no utilizan combustible y los módulos suelen durar entre 25 y 40 años. Por lo tanto, los costos iniciales de capital y financiamiento representan entre el 80 y el 90 por ciento del costo de la energía solar.: 165 
Algunos países están considerando poner límites a los precios, mientras que otros prefieren contratos por diferencias.
La gran magnitud de la energía solar disponible la convierte en una fuente de electricidad muy atractiva. En 2020, la energía solar era la fuente de electricidad más barata. En Arabia Saudita, en abril de 2021 se firmó un acuerdo de compra de energía (PPA, Power Pucrchase Agreement) para una nueva planta de energía solar en Al-Faisaliah. El proyecto registró el coste más bajo del mundo para la producción de electricidad solar fotovoltaica: 1,04 centavos de dólar EE. UU./kWh.

### Precios de instalación
Los gastos de los módulos solares de banda de alta potencia han disminuido considerablemente con el tiempo. A partir de 1982, el costo por kW era de aproximadamente 27 000 dólares estadounidenses y en 2006 el costo bajó a aproximadamente 4000 dólares estadounidenses por kW. En 1992, el sistema fotovoltaico costaba aproximadamente 16 000 dólares estadounidenses por kW y bajó a aproximadamente 6000 dólares estadounidenses por kW en 2008.
En 2021, en EE. UU., la energía solar residencial costaba de 2 a 4 dólares por vatio (pero las tejas solares costaban mucho más) y los costos de energía solar para servicios públicos rondaban 1 dólar por vatio.

### Productividad por ubicación
La productividad de la energía solar en una región depende de la irradiación solar, que varía a lo largo del día y del año y está influenciada por la latitud y el clima. La potencia de salida del sistema fotovoltaico también depende de la temperatura ambiente, la velocidad del viento, el espectro solar, las condiciones locales del suelo y otros factores.
La energía eólica terrestre tiende a ser la fuente de electricidad más barata en el norte de Eurasia, Canadá, algunas partes de los Estados Unidos y la Patagonia en Argentina, mientras que en otras partes del mundo, se cree que es mejor principalmente la energía solar (o, menos frecuentemente, una combinación de energía eólica, solar y  otra energía baja en carbono).: 8  Los modelos de la Universidad de Exeter sugieren que para 2030 la energía solar será más barata en todos los países excepto en algunos del noreste de Europa.
Los lugares con mayor irradiación solar anual se encuentran en los trópicos y subtrópicos áridos. Los desiertos que se encuentran en latitudes bajas suelen tener pocas nubes y pueden recibir luz solar durante más de diez horas al día. Estos desiertos cálidos forman el llamado Cinturón Solar Global  (Global Sun Belt) que rodea el mundo. Este cinturón está formado por extensas extensiones de tierra en el norte de África, el sur de África, el suroeste de Asia, Oriente Medio y Australia, así como los desiertos mucho más pequeños de América del Norte y del Sur.
Por lo tanto, la energía solar es (o se prevé que se convierta en) la fuente de energía más barata en toda América Central, África, Medio Oriente, India, Sudeste Asiático, Australia y varios otros lugares.: 8 
A continuación se muestran diferentes medidas de irradiación solar (irradiación normal directa, irradiación horizontal global):

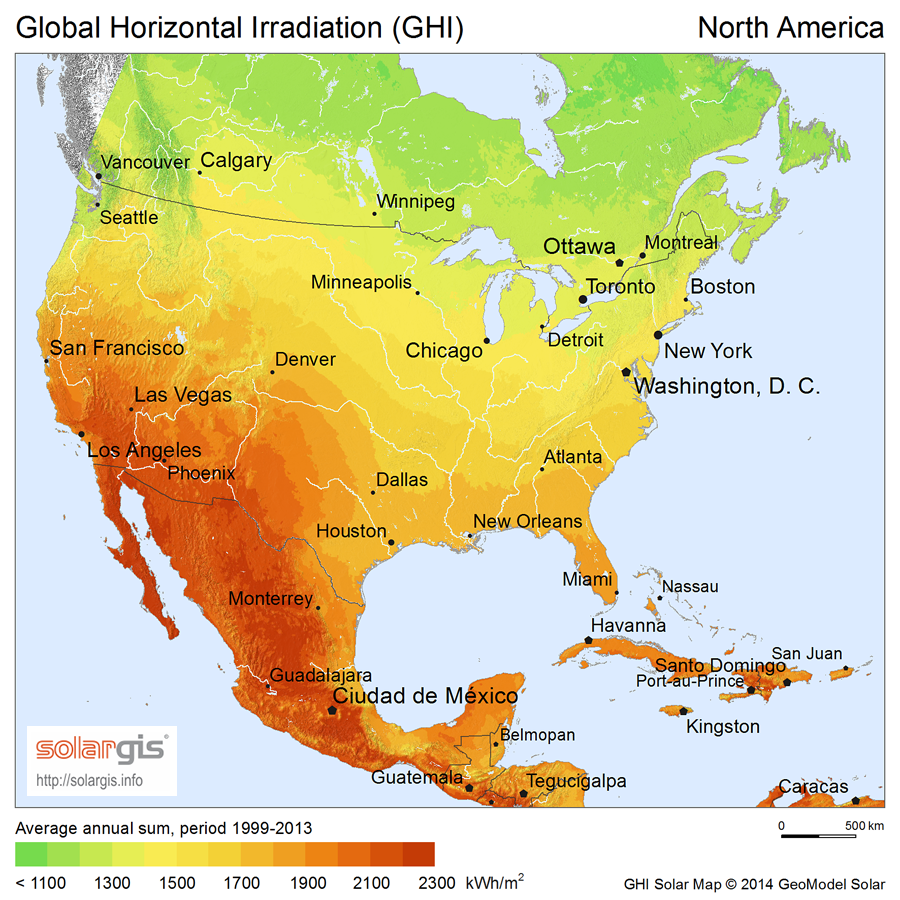
Norteamérica
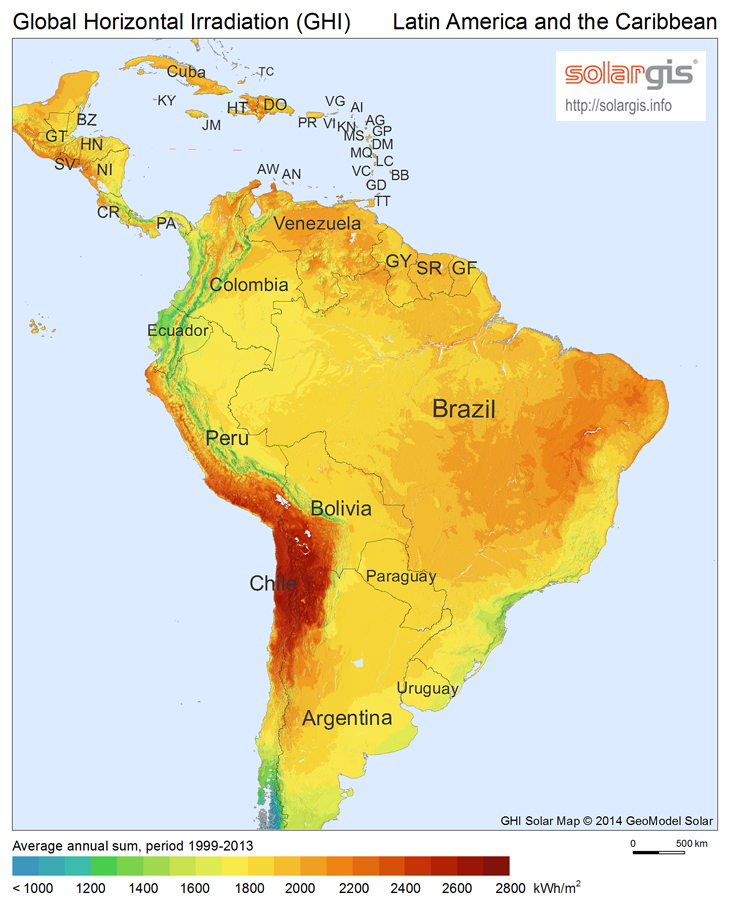
Sudamérica
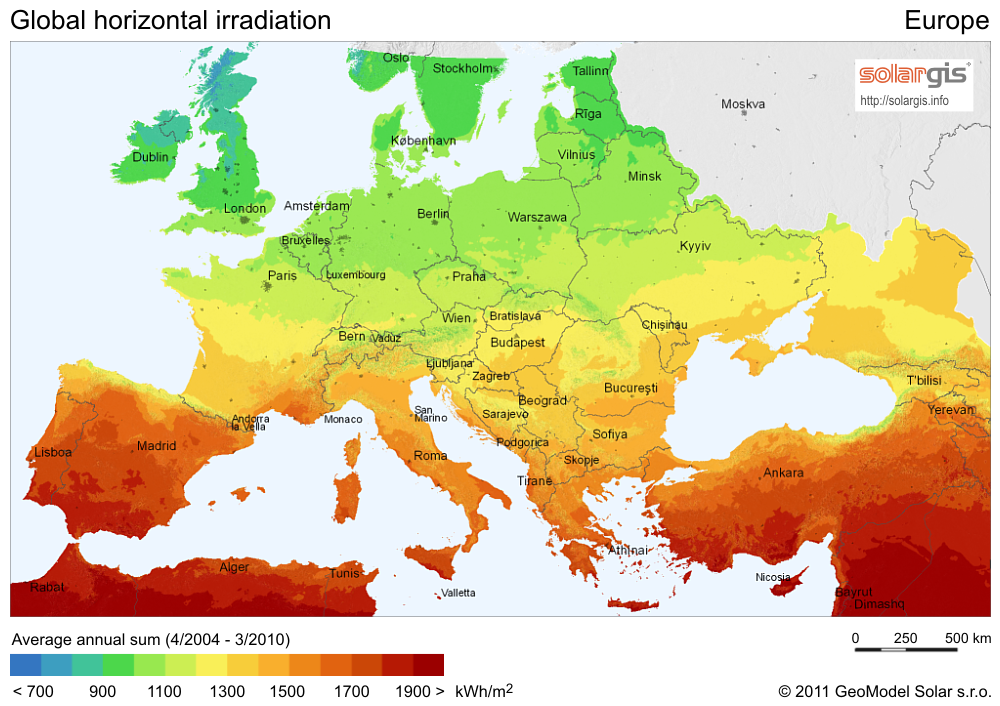
Europa
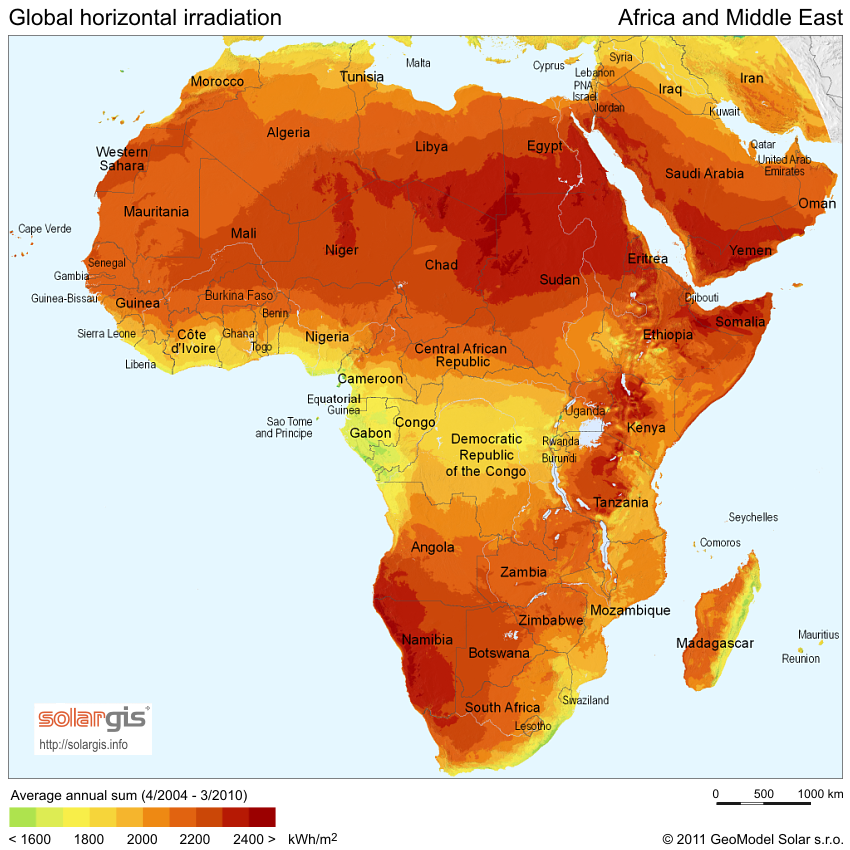
África y Medio Oriente
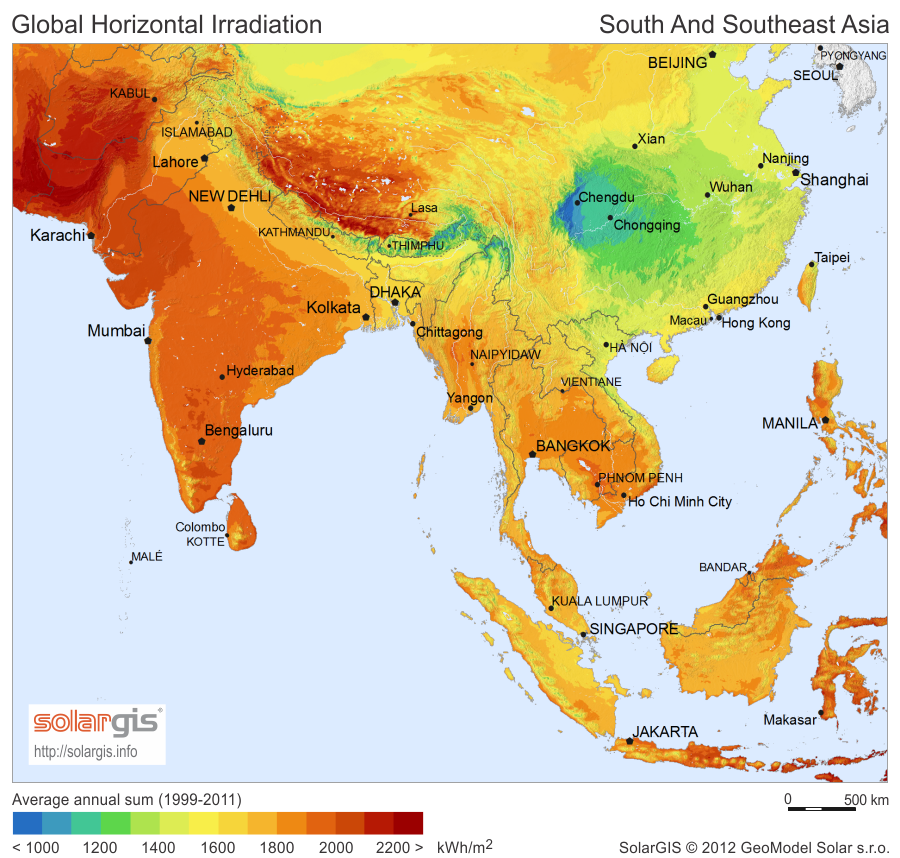
Sur y sudeste de Asia
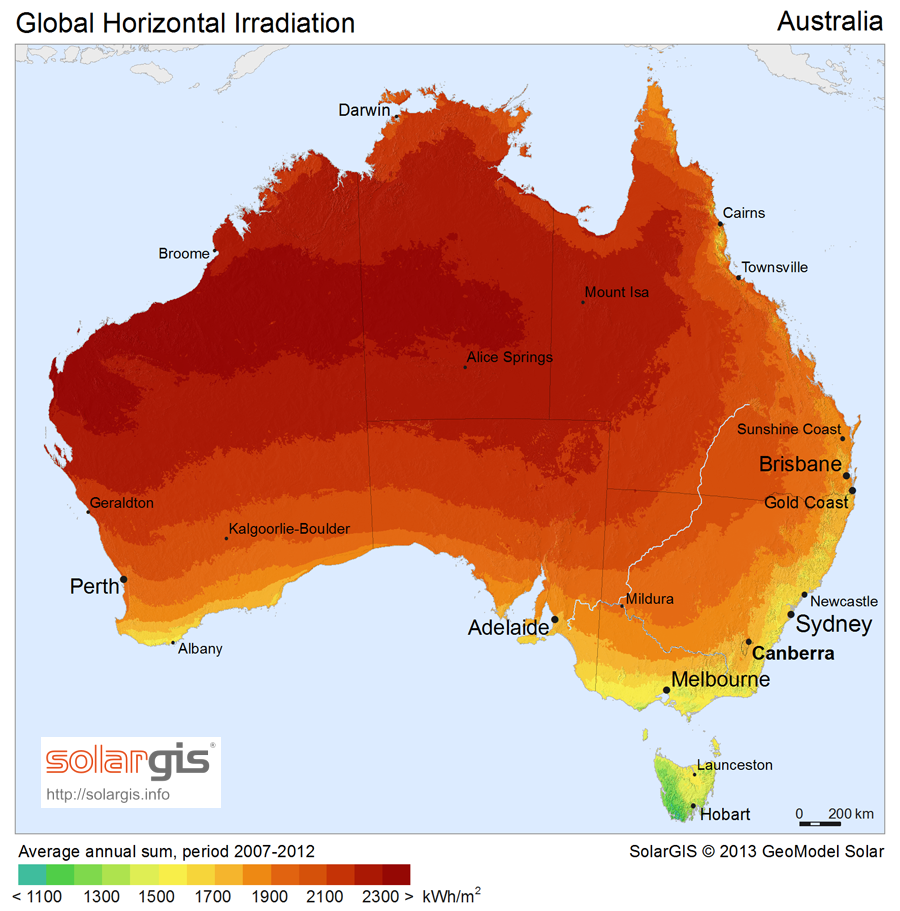
Australia
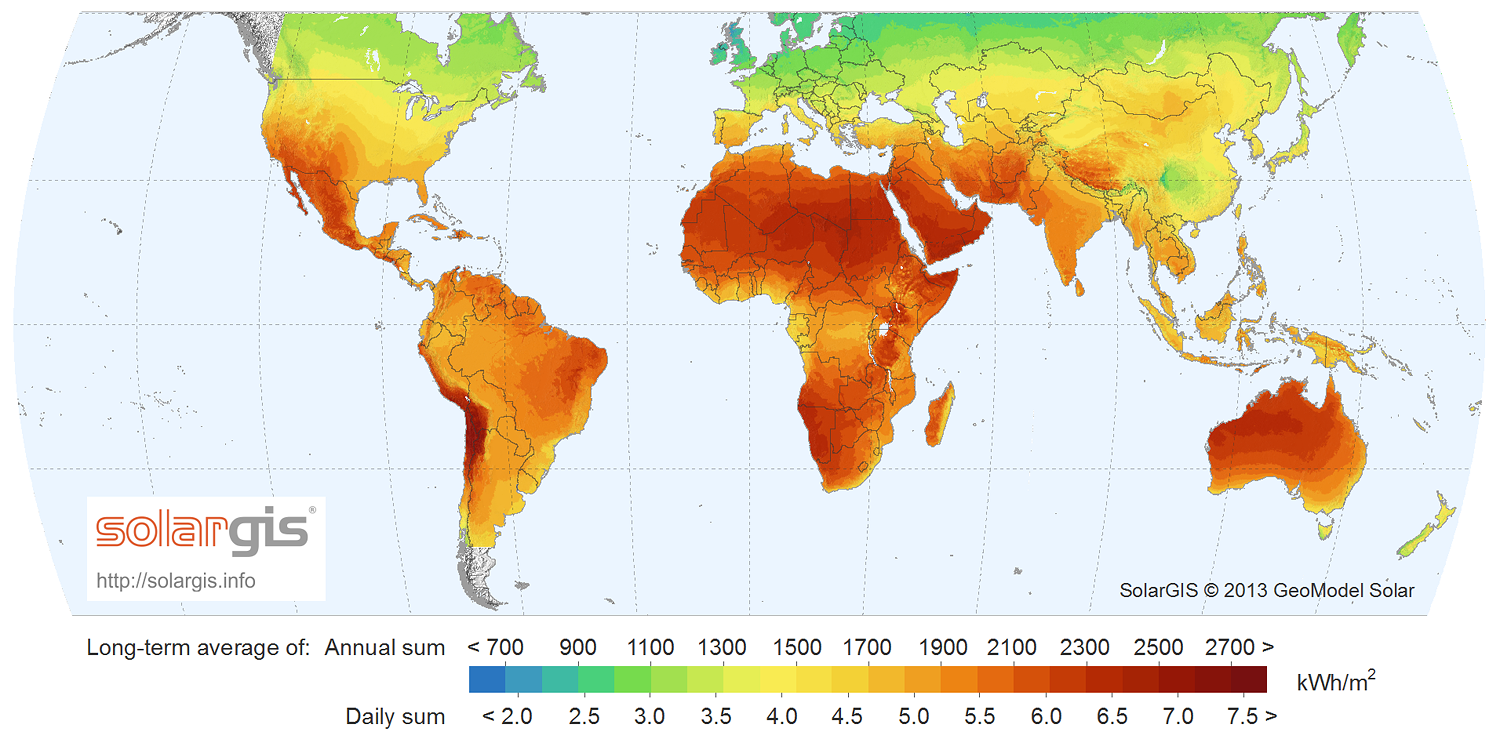
Mundo

### Autoconsumo
En los casos de autoconsumo de energía solar, el tiempo de recuperación de la inversión económica se calcula en función de la cantidad de electricidad que no se compra de la red. Sin embargo, en muchos casos, los patrones de generación y consumo no coinciden, y parte o toda la energía se devuelve a la red. La electricidad se vende y en otros momentos, cuando se toma energía de la red, se compra electricidad. Los costos y precios relativos obtenidos afectan a la economía. En muchos mercados, el precio pagado por la electricidad fotovoltaica vendida es significativamente inferior al precio de la electricidad comprada, lo que incentiva el autoconsumo. Además, en Alemania e Italia, por ejemplo, se han utilizado incentivos separados para el autoconsumo. La regulación de la interacción con la red también ha incluido limitaciones a la inyección a la red en algunas regiones de Alemania con grandes cantidades de capacidad fotovoltaica instalada. Al aumentar el autoconsumo, se puede limitar la inyección a la red sin restricciones, lo que desperdicia electricidad.
Una buena correspondencia entre generación y consumo es clave para un alto autoconsumo. El partido se puede mejorar con baterías o con un consumo eléctrico controlable. Sin embargo, las baterías son caras y la rentabilidad puede requerir la prestación de otros servicios además del aumento del autoconsumo, por ejemplo evitando cortes de energía. Los depósitos de almacenamiento de agua caliente con calefacción eléctrica con bombas de calor o calentadores de resistencia pueden proporcionar almacenamiento de bajo costo para el autoconsumo de energía solar. El desplazamiento en el tiempo de ciertas cargas de electricidad, como lavavajillas, secadoras y lavadoras, pueden proporcionar un consumo controlable con sólo un efecto limitado sobre los usuarios, pero su efecto sobre el autoconsumo de energía solar puede ser limitado.

### Precios, incentivos e impuestos de la energía
El propósito político original de las políticas de incentivos para la energía fotovoltaica (paneles fotovoltaicos) era facilitar un despliegue inicial a pequeña escala para comenzar a hacer crecer la industria, incluso cuando el costo de la energía fotovoltaica estaba significativamente por encima de la paridad de la red, para permitir que la industria lograra las economías de escala necesarias para alcanzar paridad de la red. Desde que se alcanzó la paridad de red, se implementan algunas políticas para promover la independencia energética nacional, la creación de empleos de alta tecnología y la reducción de las emisiones de CO2.
Los incentivos financieros para la energía fotovoltaica difieren entre países, incluidos Australia, China, Alemania, India, Japón y Estados Unidos, e incluso entre estados dentro de EE. UU.

#### Medición neta

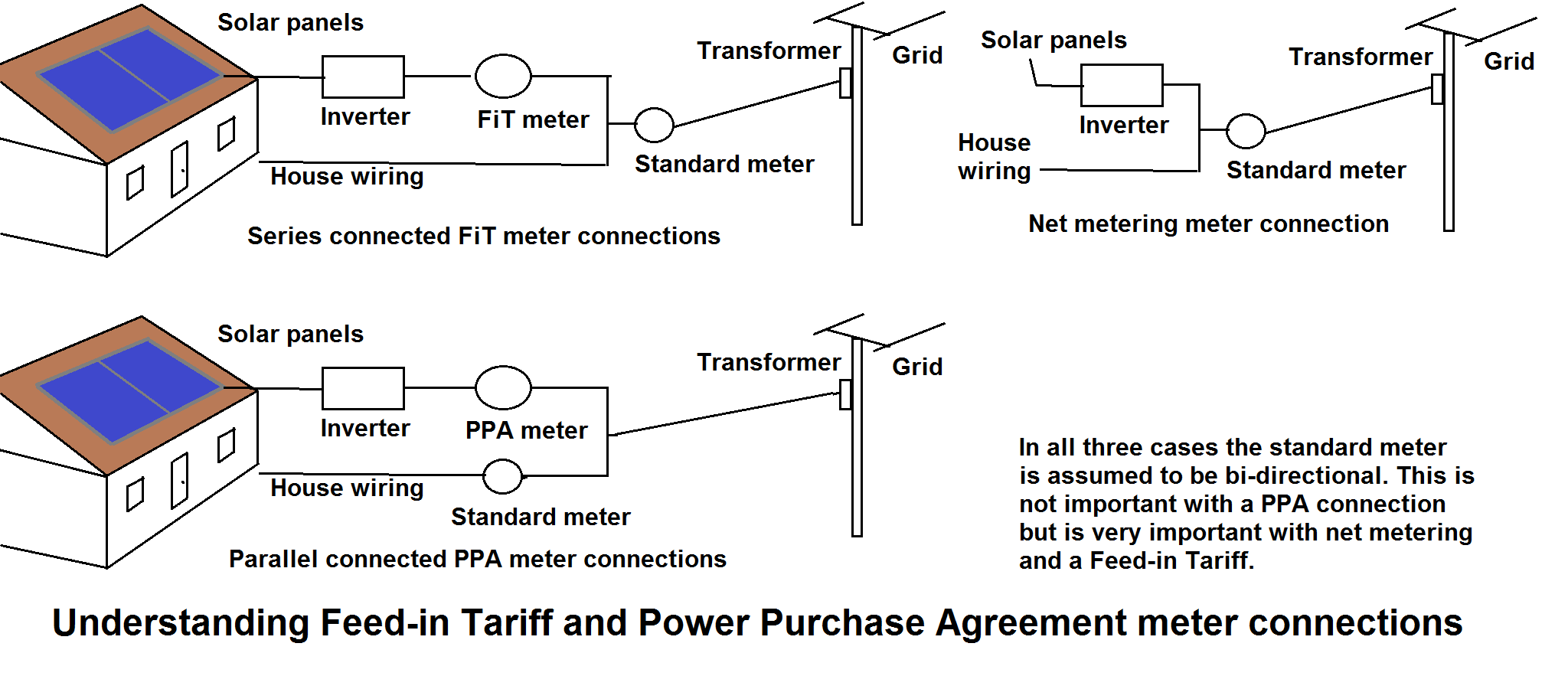
La medición neta, a diferencia de una tarifa de alimentación, requiere solo un contador de consumo eléctrico, pero este debe ser bidireccional (se toma de la red y se alimenta a la red).

En la medición neta, el precio de la electricidad producida es el mismo que el precio suministrado al consumidor, y al consumidor se le factura la diferencia entre la producción y el consumo. La medición neta generalmente se puede realizar sin cambios en los medidores de electricidad estándar, que miden con precisión la energía en ambas direcciones e informan automáticamente la diferencia, y porque permite a los propietarios de viviendas y empresas generar electricidad en un momento diferente al del consumo, utilizando efectivamente la red como batería de almacenamiento gigante. Con la medición neta, los déficits se facturan cada mes, mientras que los superávits se transfieren al mes siguiente. Las mejores prácticas exigen la renovación perpetua de los créditos de kWh. Los créditos excedentes tras la terminación del servicio se pierden o se pagan a una tasa que va desde la tarifa mayorista hasta la tarifa minorista o superior, al igual que los créditos anuales excedentes.

#### Producción comunitaria de electricidad a partir del Sol

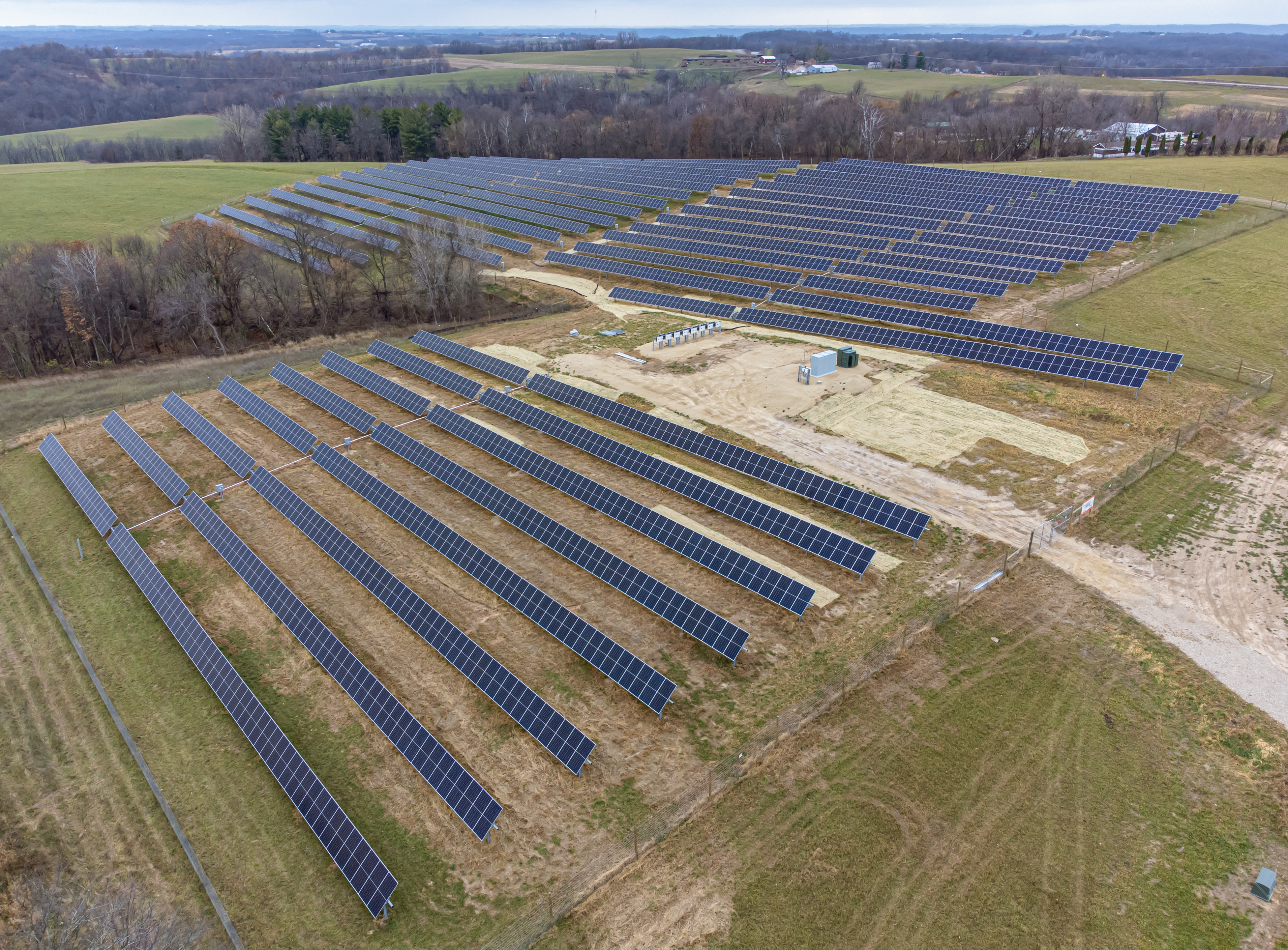
Granja solar comunitaria en la ciudad de Wheatland, Wisconsin.

Un proyecto solar comunitario es una instalación de energía solar que acepta capital y proporciona créditos de producción y beneficios fiscales a múltiples clientes, incluidos individuos, empresas, organizaciones sin fines de lucro y otros inversores. Los participantes suelen invertir o suscribirse a una determinada capacidad de kW o generación de kWh de producción eléctrica remota.

#### Impuestos
En algunos países se han impuesto aranceles (impuestos de importación) a los paneles solares importados.